# Machete

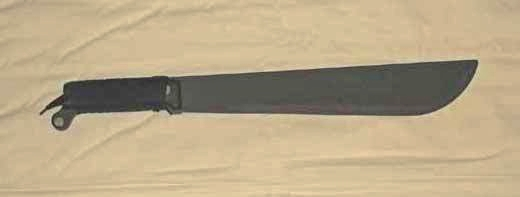
Machete de acero

Un machete es una herramienta de corte, también utilizada como arma. El machete tiene normalmente el largo de un cuchillo grande o una espada corta. Comúnmente mide menos de 60 cm y tiene un solo filo. El espesor de la hoja varía de 1.8 hasta 4 milímetros adelgazando hacía la punta en la mayoría de los casos.
Se utiliza para segar la hierba, cortar la caña de azúcar, podar plantas o como arma blanca.
Generalmente, el filo es muy agudo en el tercio de cuchilla más cercano a la punta. La punta del machete sobresale ligeramente por arriba del resto de la cuchilla. El frente del machete es curvo. Una de las características principales del machete es una hoja ancha, teniendo entre 3 y 8 centímetros de ancho. Al ser una herramienta agrícola el tipo de bisel generalmente es plano o convexo y usualmente no sobrepasa el centímetro de altura.

## Etimología
Se desconoce el origen del término machete, pero mayormente se cree que es un diminutivo de macho. Otra posibilidad es que provenga del término machaera y este a su vez del griego μάχαιρα, que los romanos utilizaban para describir a la falcata ibérica de similares características.

## Usos

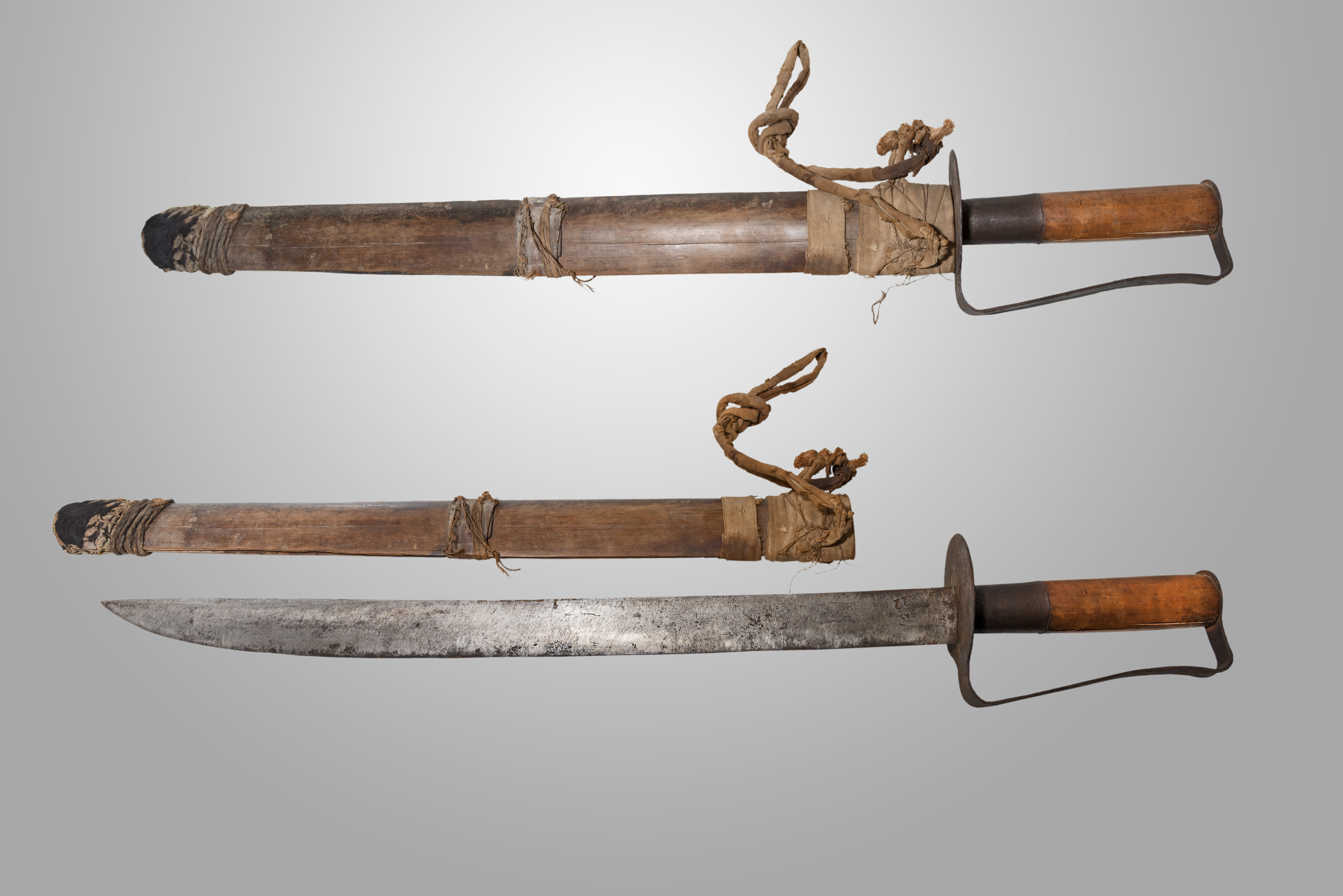
Foto de dos machetes (enfundado y desenfundado)

### Agricultura
En varios países tropicales y subtropicales, el machete se usa con frecuencia para cortar la maleza de la selva tropical y con fines agrícolas (por ejemplo, cortar caña de azúcar). Además de esto, en América Latina su uso común es para tareas domésticas tales como cortar alimentos grandes en pedazos, como se usa un cuchillo de carnicero,  para realizar tareas de corte rudimentario, como hacer mangos de madera simples para otras herramientas. [7] Es común ver a personas que usan machetes para otros trabajos, como abrir cocos, trabajar en el jardín, quitar pequeñas ramas y plantas, cortar la comida de los animales y limpiar los arbustos.
Los machetes a menudo se consideran herramientas y los usan los adultos. Sin embargo, muchas sociedades y culturas de cazadores-recolectores que sobreviven a través de la agricultura de subsistencia comienzan a enseñar a los bebés a usar herramientas afiladas, incluidos los machetes, antes de su primer cumpleaños.

### Guerra
Esta arma fue utilizada por la población mexicana durante la Independencia de México en 1810 cuando se enfrentaban a las tropas realistas españolas, dado que la población levantada tenía esta herramienta de trabajo agrícola que se convirtió en un arma con la cual se enfrentaron al ejército español.
Pero en donde demostró una eficacia impresionante, fue durante la Segunda Intervención Francesa, cuando las tropas de Napoleón III invadieron México, pero el ejército del General Ignacio Zaragoza en donde sus soldados de origen indígena Zacapoaxtla, se enfrentaron a los zuavos y tropas de élite en Puebla en mayo de 1862, armados con machetes y donde mostraron una destreza, habilidad y capacidad para despedazar literalmente al ejército francés.
La gente en los levantamientos en el Caribe, a veces usa estas armas. Por ejemplo, el Ejército Popular Boricua se llama extraoficialmente macheteros debido a los trabajadores que empuñan machetes en los campos de caña de azúcar del pasado Puerto Rico.
Muchos de los asesinatos en el genocidio de Ruanda de 1994 se llevaron a cabo con machetes, y fueron el arma principal utilizada por las milicias Interahamwe allí. Los machetes también fueron una herramienta y arma distintiva de los haitianos Tonton Macoute.
En 1762, los británicos capturaron La Habana en un largo asedio durante la Guerra de los Siete Años. Milicianos voluntarios encabezados por Pepe Antonio, concejal de Guanabacoa, recibieron machetes durante la fallida defensa de la ciudad. El machete también fue el arma más icónica durante las guerras de independencia en Cuba, aunque tuvo un uso limitado en el campo de batalla. Carlos Manuel de Céspedes, dueño del ingenio azucarero La Demajagua cerca de Manzanillo, liberó a sus esclavos el 10 de octubre de 1868. Procedió a conducirlos armados con machetes en la rebelión contra el gobierno español. La primera carga de caballería con machetes como arma principal fue realizada el 4 de noviembre de 1868 por Máximo Gómez, un sargento nacido en la República Dominicana, quien luego se convertiría en el general en jefe del Ejército cubano.
El machete es un arma común y una herramienta para muchos grupos étnicos en África Occidental . Los machetes en este papel se mencionan en Things Fall Apart de Chinua Achebe.
Algunos países tienen un nombre para el golpe de machete. El machetazo español a veces se usa en inglés. En las Islas Vírgenes Británicas, Granada, Jamaica, San Cristóbal y Nieves, Barbados, Santa Lucía y Trinidad y Tobago. La palabra planass significa golpear a alguien con la parte plana de la hoja de un machete o alfanje. No causa herida y esta acción es conocida en varios países de Hispanoamérica como planazo. Golpear con el borde afilado es "picar". En todo el Caribe, el término 'machete' se refiere a la herramienta de corte de los trabajadores.
El Centro de Instrucción de Guerra en la Selva del Ejército Brasileño desarrolló un cuchillo tipo machete con una hoja de 25 cm de largo y una punta de clip muy pronunciada . Este machete se entrega con un cuchillo Bowie de 13 cm y una piedra de afilar en la vaina; colectivamente llamado "kit de selva" (Conjunto de Selva en portugués); es fabricado por Indústria de Material Bélico do Brasil (IMBEL).
El machete se usó como arma durante la rebelión de Mau Mau, en el Genocidio de Ruanda y en Sudáfrica, particularmente en la década de 1980 y principios de la de 1990, cuando la antigua provincia de Natal se vio sacudida por el conflicto entre el Congreso Nacional Africano y los nacionalistas zulúes, Partido de la Libertad Inkatha.

## Variantes del machete

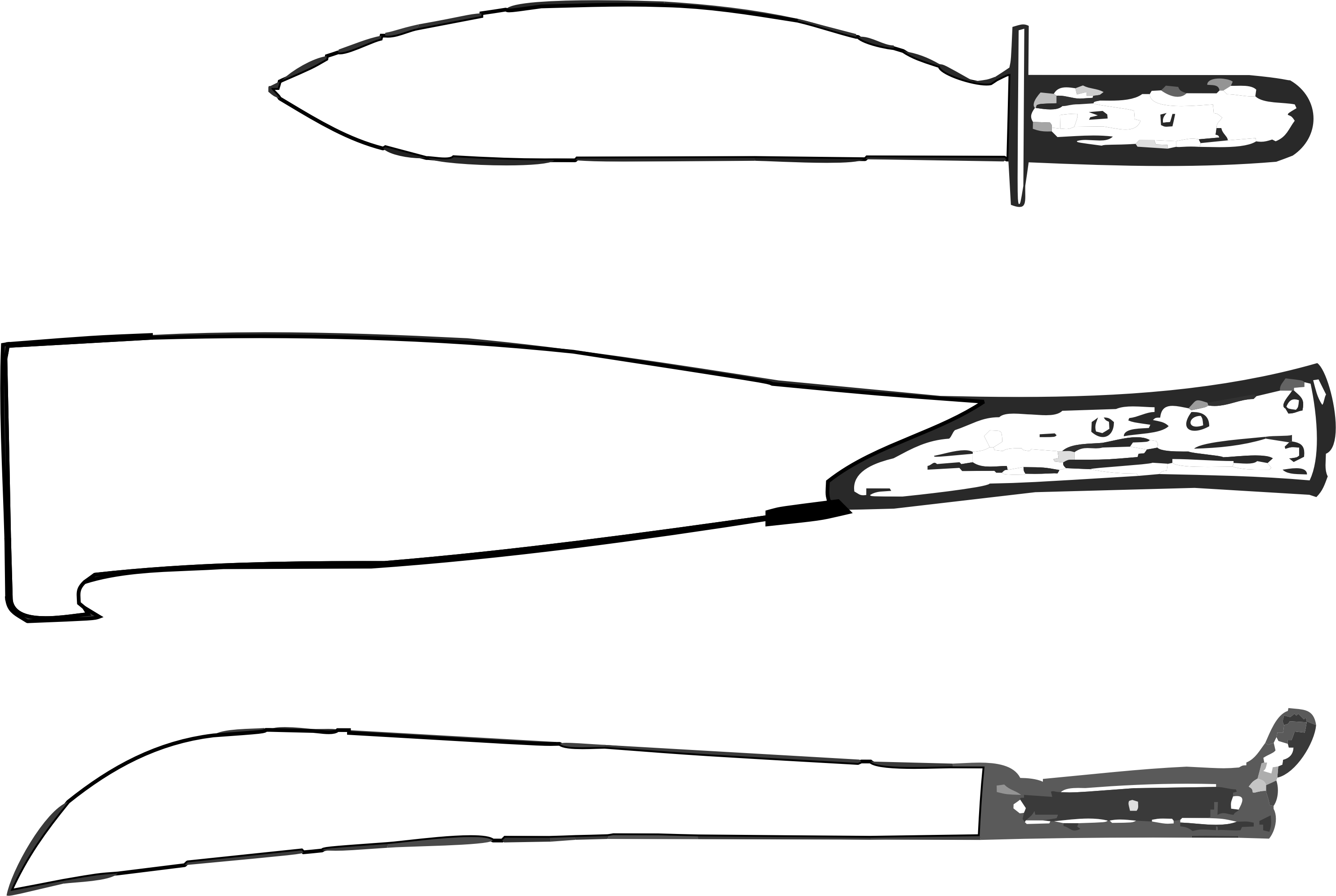
Variantes del machete.

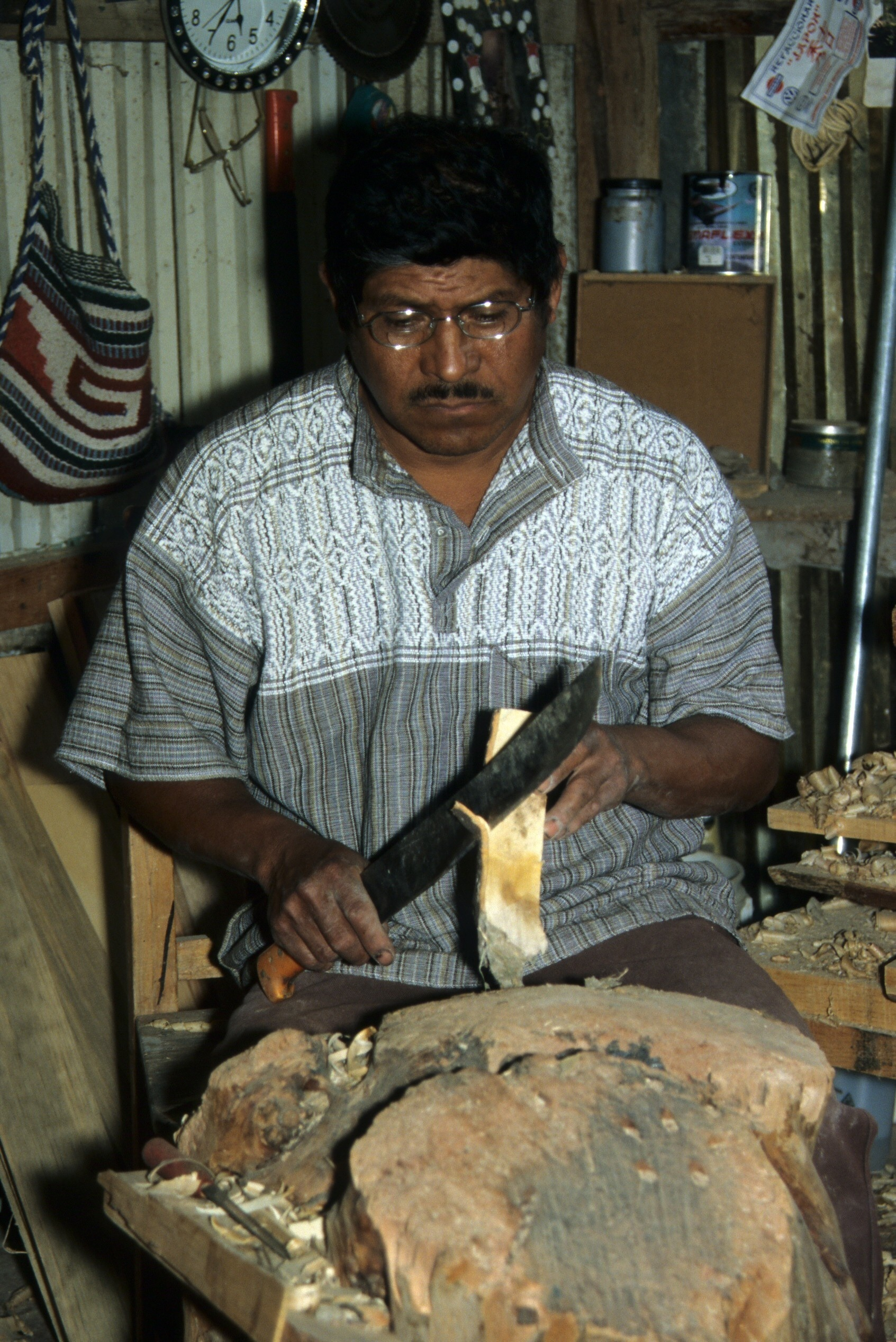
Artesano tallando madera con un machete.

- El bolo filipino es una herramienta muy similar, pero su hoja se ensancha al llegar a la punta para hacerlo más pesado en el extremo para cortar. Se usó como arma durante la Revolución Filipina contra los españoles, y posteriormente fue el arma representativa de las guerrillas en la Guerra Filipino-Estadounidense.

- El golok indonesio, con hoja más corta y gruesa y una empuñadura básica (más efectivo en vegetación arbolada).[17]

- El pico e' gallo o pico e' loro venezolano es el más largo de todos llegando a medir 60, 70 y hasta 80cm. Es curvo en la punta y da la semejanza de un pico de loro en la punta.

- El panga (suajili) es una variante con una hoja más ancha, que se utiliza en África oriental. Este nombre puede ser de etimología suajili; no debe confundirse con el pez panga. La hoja panga se ensancha en la parte trasera y tiene una longitud de 41 to 46 cm. The upper inclined portion of the blade may be sharpened.[18]

- El parang malayo, de hoja corta y ancha (para cortar vegetación).[19]

- El charapo de los Andes venezolanos, de hoja ancha y curva (para todo tipo de trabajos).

- La rula de los Andes colombianos y  venezolanos, es más ligero y flexible.

- La cuma salvadoreña, corta, rígida y bastante curva, se emplea en jardinería.

- El corvo guatemalteco, largo y semicurvo, se usa en el corte de caña y para defensa.

- El tunco hondureño, es una adaptación de un machete roto, tiene una punta plana, es versátil en la selva.

- La guarizama hondureña y salvadoreña, más larga que la cuma y ligeramente curva; se utiliza en trabajos agrícolas.

- La guaparra mexicana, más larga y delgada, con la punta en cúspide. Constituye un adorno en las sillas de montar.

- El sable rojo ecuatoriano, cuya principal característica es ser más ancho en el final de la hoja. Es fundamentalmente una herramienta de trabajo.

- La peinilla colombiana y venezolana y de Panamá: machete más pequeño y estrecho que el corriente.

- La mocha cubana machete ancho y truncado, utilizado para las faenas en los cañaverales.

- De cinta mexicano, machete con empuñadura de cuernos de toro en forma de cabeza de águila o caballo; se le suelen grabar frases, nombres o versos en la hoja. Es muy usado en la costa de Oaxaca tanto en el trabajo como en las distintas danzas de la región, como la danza de los moros y cristianos de Jamiltepec.

- El UVSR Taiga-1 ruso es un arma muy similar al machete, con una hoja más gruesa y corta que la del machete convencional, con el fin de hacerlo más versátil y cómodo para su uso. Se emplea por agencias gubernamentales y grupos de fuerzas de operaciones especiales, como los Spetsnaz.

También existe otro tipo de machete cuyo frente es puntiagudo y se afila el tercio final de la cuchilla por ambas orillas. Es especialmente usado para cortar maleza y segar hierba.

## Fabricación

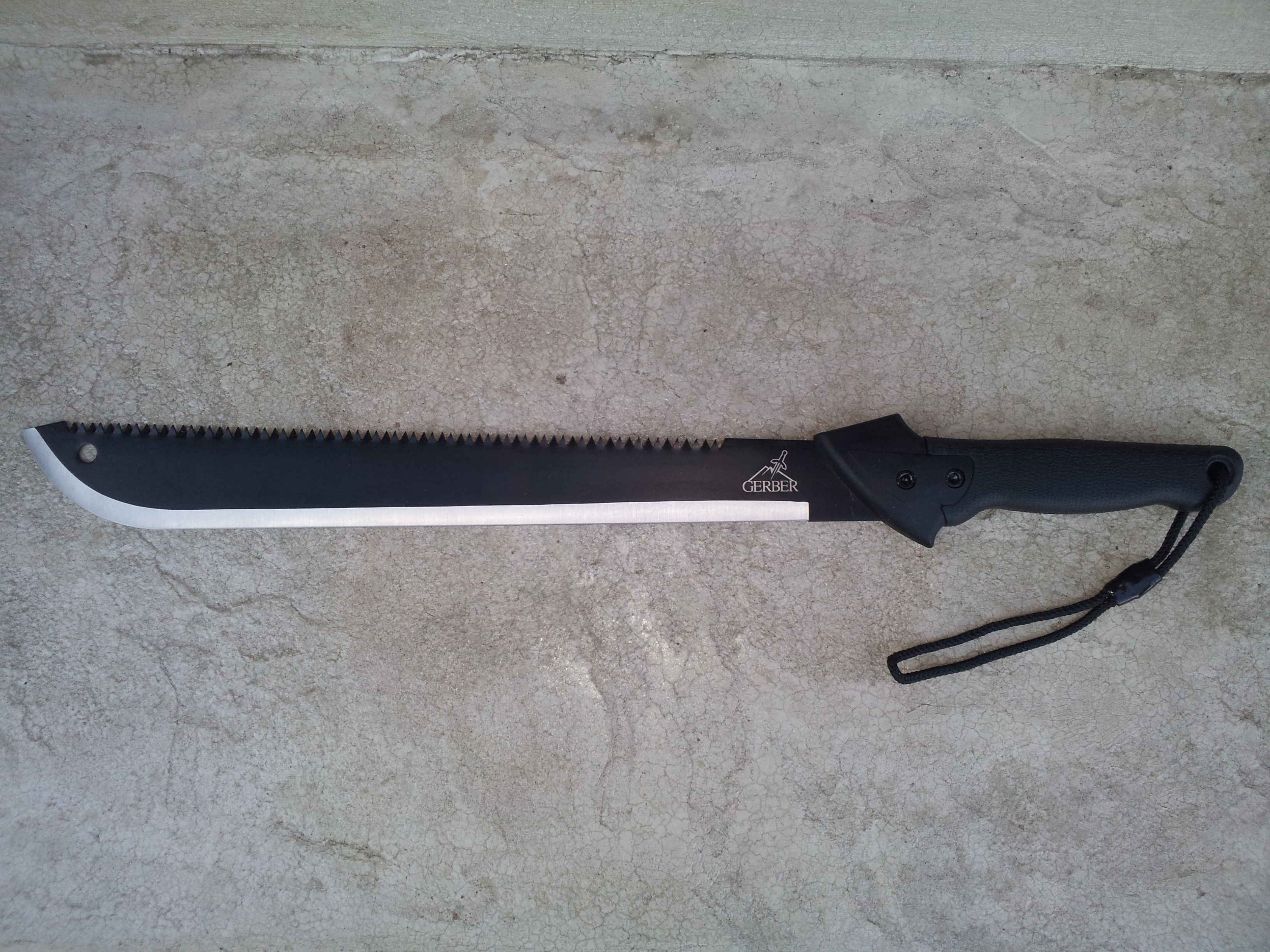
Machete

Los buenos machetes se basan en los materiales utilizados y la forma. En el pasado, el fabricante más famoso de machetes en América Latina y el Caribe de habla hispana era Collins Company de Collinsville, Connecticut. La compañía fue fundada como Collins & Company en 1826 por Samuel W. Collins para hacer hachas. Sus primeros machetes se vendieron en 1845 y se hizo tan famoso que se llamó un machete como un collin. En el Caribe de habla inglesa, Robert Mole & Sons de Birmingham, Inglaterra, fue considerado durante mucho tiempo el fabricante de machetes agrícolas de la mejor calidad. Algunas hojas de Robert Mole sobreviven como recuerdos de los viajeros a Trinidad, Jamaica y, con menos frecuencia, Santa Lucía.
Colombia es el mayor exportador de machetes a nivel mundial.

## Influencia cultural

La Bandera de Angola

La bandera de Angola presenta un machete, junto con una rueda dentada.
El estado sureño de Brasil de Rio Grande do Sul tiene un baile llamado dança dos facões (baile de machetes) en el que los bailarines, que suelen ser hombres, golpean sus machetes contra varios superficies mientras bailan, simulando una batalla. Maculelê, una danza y arte marcial afrobrasileña, también se puede realizar con facões. Esta práctica se inició en la ciudad de Santo Amaro, Bahía, en el noreste del país.
En las Filipinas, el bolo se utiliza en el entrenamiento de eskrima, el arte marcial indígena de la Filipinas.
Es el implemento agrícola más utilizado en Colombia y símbolo de la colonización antioqueña. En 2006, el machete fue nominado por la revista Semana como símbolo cultural de Colombia en el concurso en el que resultó ganador el sombrero vueltiao.

## Personajes ficticios que usan machetes
- John Rambo en Rambo.
- Indiana Jones en Indiana Jones and the Temple of Doom.
- Kobra en Mortal Kombat: Armageddon.
- Jason Voorhees en Viernes 13.
- Isador "Machete" Cortez en Machete.
- Mandy, Rick Grimes y otros en The Walking Dead Red Machete.
- Aparece también en el juego Dead Island, con sus variantes.
- Jack Carver en el juego Far Cry.
- Sniper en Team Fortress 2.